# Kanton Ugine
Kanton Ugine (francouzsky Canton d'Ugine) je francouzský kanton v departementu Savojsko v regionu Rhône-Alpes. Tvoří ho osm obcí.

## Obce kantonu
- Cohennoz
- Crest-Voland
- Flumet
- La Giettaz
- Marthod
- Notre-Dame-de-Bellecombe
- Saint-Nicolas-la-Chapelle
- Ugine